# KBO 리그 나이 관련 기록 (타자)

## 출장
최연소 타자 출장 기록 추이
| # | 나이            | 선수   | 소속 | 날짜         | 구장   | 상대팀 | 주석 및 기타                             |
| 1 | 28세 9개월 16일 | 천보성 | 삼성 | 1982. 03. 27 | 동대문 | MBC    | 한국 프로 야구 최초 경기 1번 타자        |
| 2 | 28세 25일       | 배대웅 | 삼성 | 1982. 03. 27 | 동대문 | MBC    | 한국 프로 야구 최초 경기. 1회초 2번 타자 |
| 3 | 27세 2개월 25일 | 배대웅 | 삼성 | 1982. 03. 27 | 동대문 | MBC    | 한국 프로 야구 최초 경기. 1회초 3번 타자 |
| 4 | 23세 6개월 8일  | 이만수 | 삼성 | 1982. 03. 27 | 동대문 | MBC    | 한국 프로 야구 최초 경기. 1회초 4번 타자 |

최고령 타자 출장 기록 추이
| # | 나이            | 선수        | 소속 | 날짜         | 구장   | 상대팀 | 주석 및 기타                             |
| 1 | 28세 9개월 16일 | 천보성      | 삼성 | 1982. 03. 27 | 동대문 | MBC    | 한국 프로 야구 최초 경기 1번 타자        |
| 2 | 29세 3개월 12일 | 송영운      | MBC  | 1982. 03. 27 | 동대문 | 삼성   | 한국 프로 야구 최초 경기. 1회말 2번 타자 |
| 3 | 38세 4개월      | 백인천      | MBC  | 1982. 03. 27 | 동대문 | 삼성   | 한국 프로 야구 최초 경기. 2회말 5번 타자 |
| 3 | 40세 9개월 16일 | 백인천      | 삼미 | 1984. 09. 13 | 구덕   | 롯데   | 1984년 은퇴                              |
| 4 | 40세 11개월 6일 | 펠릭스 호세 | 롯데 | 2006. 04. 08 | 대구   | 삼성   | 2006년 한국 프로 야구 개막전             |
| 4 | 42세 8일        | 펠릭스 호세 | 롯데 | 2007. 05. 10 | 문학   | SK     | [ 2 ]                                    |

## 안타
최연소 타자 안타 기록 추이
| # | 나이           | 선수   | 소속 | 날짜        | 구장 | 상대팀 | 상대 투수 | 주석 및 기타                                     |
| 1 | 23세 6개월 8일 | 이만수 | 삼성 | 1982. 3. 27 | 서울 | MBC    | 이길환    | 1회초 1타점 좌전 2루타, 한국 프로 야구 최초 안타 |

최고령 타자 안타 기록 추이
| # | 나이            | 선수        | 소속 | 날짜         | 구장 | 상대팀 | 상대 투수 | 주석 및 기타                                          |
| 1 | 23세 6개월 8일  | 이만수      | 삼성 | 1982. 3. 27  | 서울 | MBC    | 이길환    | 1회초 1타점 좌전 2루타, 한국 프로 야구 최초 안타      |
| 2 | 28세 1일        | 정구왕      | 삼성 | 1982. 3. 27  | 서울 | MBC    | 이길환    | 2회초 우월 3루타 1타점, 한국 프로 야구 2호 안타       |
| 3 | 28세 25일       | 배대웅      | 삼성 | 1982. 3. 27  | 서울 | MBC    | 이길환    | 2회초 1타점 좌전 안타, 한국 프로 야구 3호 안타        |
| 4 | 29세 10개월 5일 | 이종도      | MBC  | 1982. 3. 27  | 서울 | 삼성   | 황규봉    | 2회말 우월 2루타                                      |
| 5 | 38세 4개월      | 백인천      | MBC  | 1982. 3. 27  | 서울 | 삼성   | 황규봉    | 4회말 좌전 안타, 백인천 한국 프로 야구 통산 최초 안타 |
| 5 | 40세 9개월 16일 | 백인천      | 삼미 | 1984. 9. 13  | 구덕 | 롯데   |           | [ 2 ]                                                 |
| 4 | 40세 11개월 6일 | 펠릭스 호세 | 롯데 | 2006. 04. 08 | 대구 | 삼성   |           | 복귀 첫경기 3타수 1안타, 2006년 한국 프로 야구 개막전 |
| 4 | 42세 8일        | 펠릭스 호세 | 롯데 | 2007. 5. 10  | 문학 | SK     |           | [ 2 ]                                                 |

## 홈런
최연소 타자 홈런 기록 추이
| # | 나이           | 선수   | 소속 | 날짜        | 구장   | 상대팀 | 상대 투수 | 주석 및 기타                             |
| 1 | 23세 6개월 8일 | 이만수 | 삼성 | 1982. 3. 27 | 동대문 | MBC    | 유종겸    | 5회초 1점 홈런, 한국 프로 야구 최초 홈런 |
| 2 | 21세 2개월 9일 | 신경식 | OB   | 1982. 3. 28 | 동대문 | MBC    |           | 9회초 2점.                               |

최고령 타자 홈런 기록 추이
| # | 나이 | 선수 | 소속 | 날짜 | 구장 | 상대팀                                                                                                   | 상대 투수                                                                                                | 주석 및 기타                                                                                             |
| 1 | 23세 6개월 8일                                                                                           | 이만수                                                                                                   | 삼성 | 1982. 3. 27                                                                                              | 서울 | MBC | 유종겸                                                                                                   | 5회초 1점 홈런, 한국 프로 야구 최초 홈런                                                                 |
| 2 | 38세 4개월                                                                                               | 백인천                                                                                                   | MBC | 1982. 3. 27                                                                                              | 서울 | 삼성 | 황규봉                                                                                                   | 6회말 1점 홈런                                                                                           |
| 2 | 40세 9개월 16일                                                                                          | 백인천                                                                                                   | 삼미 | 1984. 9. 13                                                                                              | 구덕 | 롯데 | | 1984년 은퇴.                                                                                             |
| 3 | 40세 11개월 11일                                                                                         | 펠릭스 호세                                                                                              | 롯데 | 2006. 4. 13                                                                                              | 사직 | SK | 윤길현                                                                                                   | 1회말 3점 홈런.                                                                                          |
| 3 | 42세 8일                                                                                                 | 펠릭스 호세                                                                                              | 롯데 | 2007. 5. 10                                                                                              | 문학 | SK | | 2007년 은퇴.                                                                                             |
| * | * 국내 선수 최고령 기록: 삼성 진갑용- 41세 2일/ 816경기 (2015년 5월 10일, 인천 SK 전, 상대 투수 채병룡 ) | * 국내 선수 최고령 기록: 삼성 진갑용- 41세 2일/ 816경기 (2015년 5월 10일, 인천 SK 전, 상대 투수 채병룡 ) | * 국내 선수 최고령 기록: 삼성 진갑용- 41세 2일/ 816경기 (2015년 5월 10일, 인천 SK 전, 상대 투수 채병룡 ) | * 국내 선수 최고령 기록: 삼성 진갑용- 41세 2일/ 816경기 (2015년 5월 10일, 인천 SK 전, 상대 투수 채병룡 ) | * 국내 선수 최고령 기록: 삼성 진갑용- 41세 2일/ 816경기 (2015년 5월 10일, 인천 SK 전, 상대 투수 채병룡 ) | * 국내 선수 최고령 기록: 삼성 진갑용- 41세 2일/ 816경기 (2015년 5월 10일, 인천 SK 전, 상대 투수 채병룡 ) | * 국내 선수 최고령 기록: 삼성 진갑용- 41세 2일/ 816경기 (2015년 5월 10일, 인천 SK 전, 상대 투수 채병룡 ) | * 국내 선수 최고령 기록: 삼성 진갑용- 41세 2일/ 816경기 (2015년 5월 10일, 인천 SK 전, 상대 투수 채병룡 ) |

## 도루
최연소 도루 기록 추이
| # | 나이 | 선수 | 소속 | 날짜 | 구장 | 상대팀 | 상대 투수 | 주석 및 기타 |

최고령 도루 기록 추이
| # | 나이 | 선수 | 소속 | 날짜 | 구장 | 상대팀 | 상대 투수 | 주석 및 기타 |